# Club Deportivo La Armonía
El Club Deportivo La Armonía es una institución de la ciudad de Bahía Blanca destacada por la práctica de fútbol en la Liga del Sur, donde actualmente milita en la segunda división.

## Historia
El club La Armonía tiene una historia bastante reciente: fue fundado el 6 de enero de 1950 en el barrio Mariano Moreno de la ciudad de Bahía Blanca. Sus colores homenajean al Club Atlético Vélez Sarsfield, el cual, por aquel entonces retornaba a la Primera División e inauguraba su nuevo estadio. De allí viene el apodo de velezano.
Hacia 1975, Víctor Oscar Francani fue elegido presidente del club. Durante los primeros años de la década del 80`organizó los baby – futbol en el recién inaugurado gimnasio del Club La Armonía, que congregaba muchísimos chicos del barrio junto a sus familias.
El 19 de septiembre de 1980 se fundó la Asociación Bahiense de Handball. Para 1983 La Armonía estaba afiliado, en calidad de club fundador, junto con Club Universitario, Estudiantes, Villa Mitre, San Lorenzo del Sud e Instituto Avanza. No obstante, ya no practica más este deporte.
Cuenta con dos ascensos a la primera división de la Liga del Sur, logrados en los años 2003 y 2022.
En 2003 se consagró campeón del Torneo Promocional tras ganar la final por 5 a 2 a su clásico Club Atlético Pacífico (BB), en la que llevó el partido al tiempo suplementario tras empatar 2 a 2 sobre el final del partido en el tiempo de descuento luego de ir perdiendo por 2 a 0. El tercer gol se dio en el primer tiempo extra y los dos restantes en el segundo.
En 2022, en el Apertura se quedó con la fase regular, pero quedó eliminado por penales en semifinales con Club Deportivo San Francisco. Esto lo obligó a disputar la final extra con Club Atlético Libertad, ganador de los playoff. El 0 a 0 en los 90 minutos llevó el partido a tiempo suplementario y tras los 120 minutos, el resultado fue 1 a 1. Se impuso 4 a 3 en la definición por penales y se proclamó ganador del torneo.
En el Clausura, quedó en la segunda posición en la fase regular. En semifinales de los playoff venció a Club Deportivo San Francisco por 2 a 0 y en la final con Club Atlético Libertad, tras el 0 a 0 en los 90 minutos, se impuso 4 a 2 en la definición por penales forzando la final extra nuevamente con Club Atlético Libertad que había sido primero en la fase regular. En dicha final ganó 2 a 1 y así se consagró campeón anual del Torneo Promocional 2022 por haber sido el ganador de los torneos Apertura y Clausura.
Actualmente milita en la primera división de la Liga del Sur.

## Sede

### Dirección - (CP) Localidad / Provincia
Bélgica 1120 - (8000) Bahía Blanca / Buenos Aires 

Don Bosco 2350 - (8000) Bahía Blanca / Buenos Aires

### Teléfonos
(0291) 4557101